# Soukhoumi
Pour la municipalité, voir Soukhoumi (municipalité).
Soukhoumi, ou Sokhoumi (en géorgien : სოხუმი, Sokhumi ; en abkhaze : Аҟәа, Aqwa ; en russe : Сухум, Soukhoum) est la capitale de l'Abkhazie, un État partiellement reconnu, indépendant de fait, considéré par la communauté internationale comme faisant partie de la Géorgie.
Sa population est de 64 478 habitants en ville en 2011, contre 43 700 en 2003 et près de 120 000 en 1989. Cette diminution s'explique par l'expulsion de la population géorgienne par l'armée russe au début des années 1990. Autrefois station balnéaire réputée de la mer Noire, la ville a durement souffert des combats lors de la guerre d'Abkhazie, beaucoup d'immeubles et des infrastructures ferroviaires restant en ruine.

## Généralités
Port, nœud ferroviaire et station balnéaire, Soukhoumi située au bord d'une large baie sur la côte est de la mer Noire, possède le plus grand aéroport de la région d'Abkhazie, l'aéroport de Soukhoumi-Dranda. Bénéficiant d'un climat pontique, la ville abrite un jardin botanique créé en 1840. Jusqu'en 1992, Soukhoumi était une ville multiculturelle, neuf langues différentes y  étaient parlées.

## Histoire

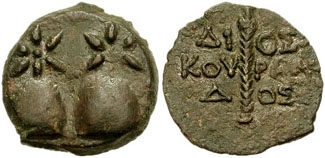
Pièces de monnaie de Dioscurias (fin du). Avers : les deux collines (pilei) sous un ciel étoilé ; revers : un thyrse légendé ΔΙΟΣΚΟΥΡΙΑΔΟΣ

L'histoire de la ville débute au VIe siècle av. J.-C., lorsque des Colques s'installent dans la région. On sait par Arrien qu'une colonie grecque fondée par la cité de Milet se développe ensuite, sous le nom de Dioscurias (en grec : Διοσκουριός, qui fait référence à une fondation mythique par les Dioscures,). Le port sert alors pour l'importation de sel vers le Caucase, et l'exportation de bois, de lin et d’esclaves. Selon le géographe grec Strabon, la ville et ses faubourgs se distinguaient du reste du pays par ses bazars cosmopolites, en direction principalement de la Grèce : selon Xénophon ce furent les Lacédémoniens, de tous les Grecs les moins adonnés au commerce, qui fondèrent une colonie sur la côte qui séparait les Achéens de la Colchide. Ils prirent le nom d'Hénioques et appelèrent leur capitale Dioscurias. Cet épithète renvoie à une légende selon laquelle la ville aurait été fondée, non par les Dioscures, mais par Amphitos et Cercios de Sparte, leurs auriges,. Un vase grec découvert à Eshera, plus au nord le long de la côte, est le plus ancien vestige antique de la baie Soukhoumi, ce qui suggère que la ville antique se trouvait plutôt à cet endroit.
Rattachée au royaume du Pont sous le règne de Mithridate VI au IIe siècle av. J.-C., la région est ensuite conquise par les Romains sous Auguste. Ce dernier, appelé en grec ancien Sebastos, rebaptisa la ville en Sebastopolis. Mais son heure de prospérité s'achevait : au Ier siècle, Pline l'Ancien dit qu'elle est très dépeuplée, bien qu'elle continue d'exister au temps d'Arrien dans les années 130. Vers la fin du IVe siècle, nous savons par Grégoire de Nysse qu'une communauté chrétienne y vivait.
En 542, les Romains d'Orient durent céder la cité aux Perses sassanides mais deux décennies plus tard, en 565, sous le règne de l'empereur Justinien Ier, ils la reprirent. La région demeura une place forte byzantine jusqu'à sa prise en 736 par les Arabes, qui la pillèrent et la rasèrent. Aux XIIe et XIIIe siècles, une nouvelle ville du nom de Tskhoumi fut élevée sur les ruines de Sebastopolis. Tskhoumi prospéra sous les royaumes abkhazes alors chrétiens. Les Génois y établirent au XIVe siècle un comptoir commercial, mais qui sera rapidement abandonné.
Reconstruite par les rois d'Abkhazie, elle reprit une position de carrefour maritime au cours des XIIe et XIIIe siècles, surtout grâce au trafic avec la république de Gênes : au début du XIVe siècle, les Génois implantèrent la manufacture de Gazaria et l'évêché catholique fut rétabli. La ville devint le palais d'été des rois de Géorgie. Selon l'universitaire russe V. Sizov, c'était un important « centre culturel et administratif de la Géorgie. »
Disputée par les princes d'Abkhazie et de Mingrélie, Tskhoumi est finalement prise par les Turcs au début de la guerre ottomano-persane (1578-1590). Ils la nommèrent Suhumkale, kale signifiant « forteresse » en turc. C'est sous la domination ottomane qu'une partie des habitants de l'Abkhazie commença à se convertir à l'islam pour ne plus avoir à payer le Haraç (impôt sur les non-musulmans).

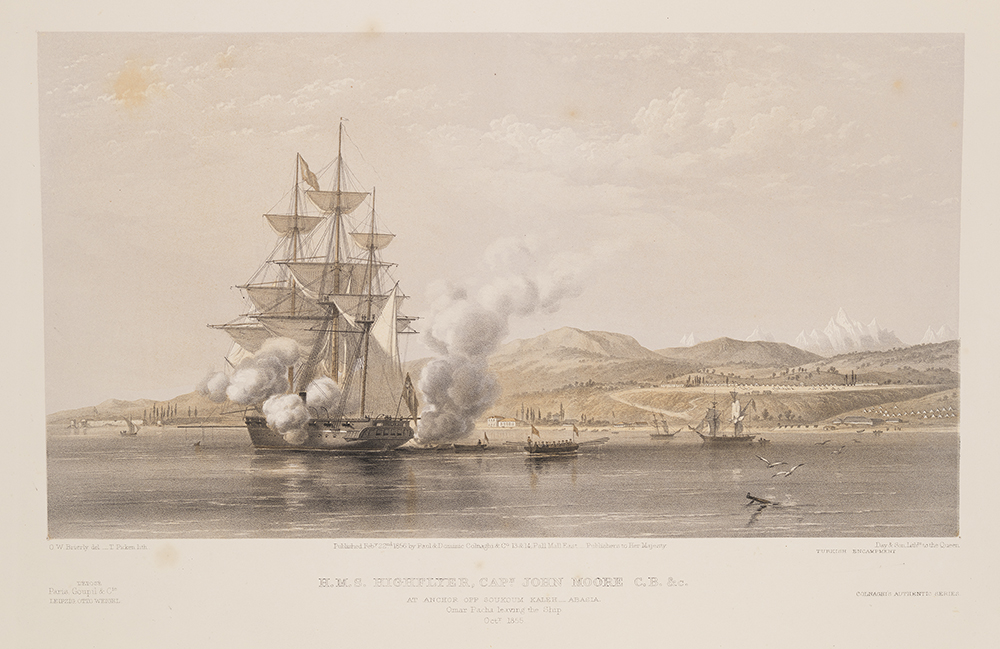
Bombardement de Soukhoumi par la flotte britannique pendant la guerre de Crimée, 1856.

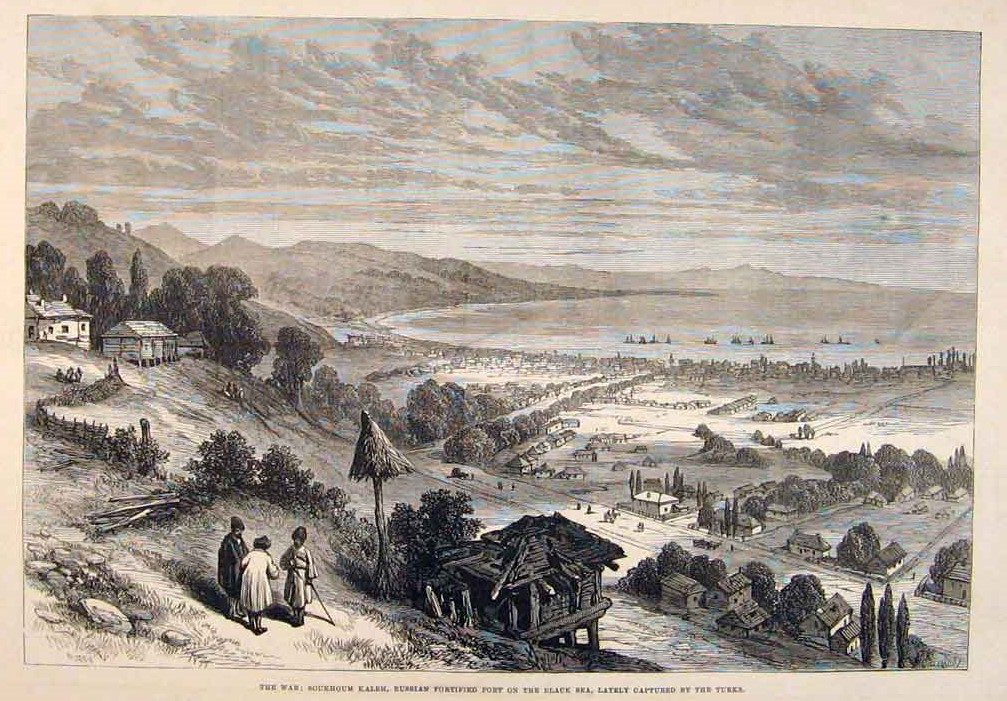
Soukhoumi en 1877.

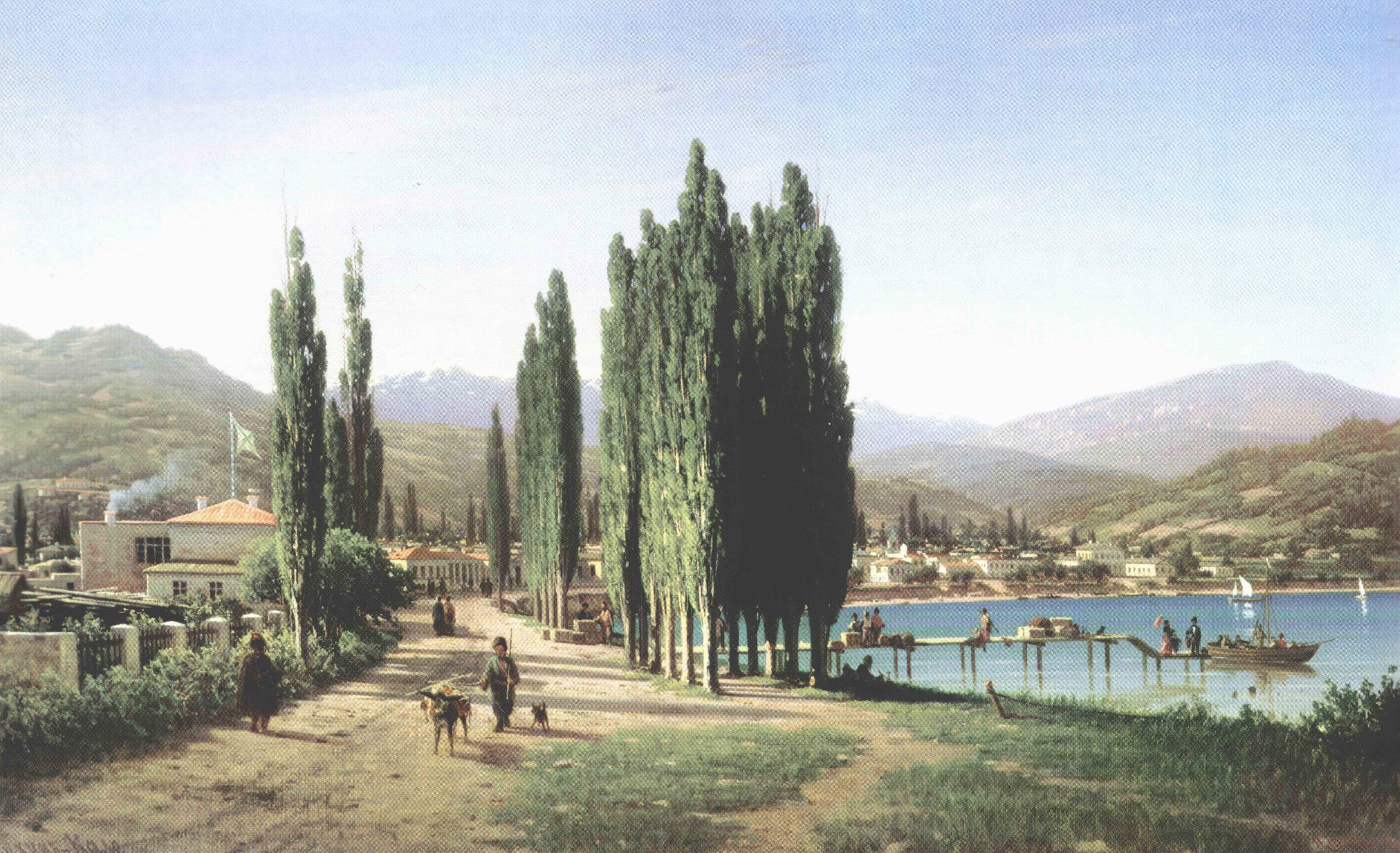
Soukhoumi, toile de Piotr Petrovitch Verechtchaguine (1834-1886).

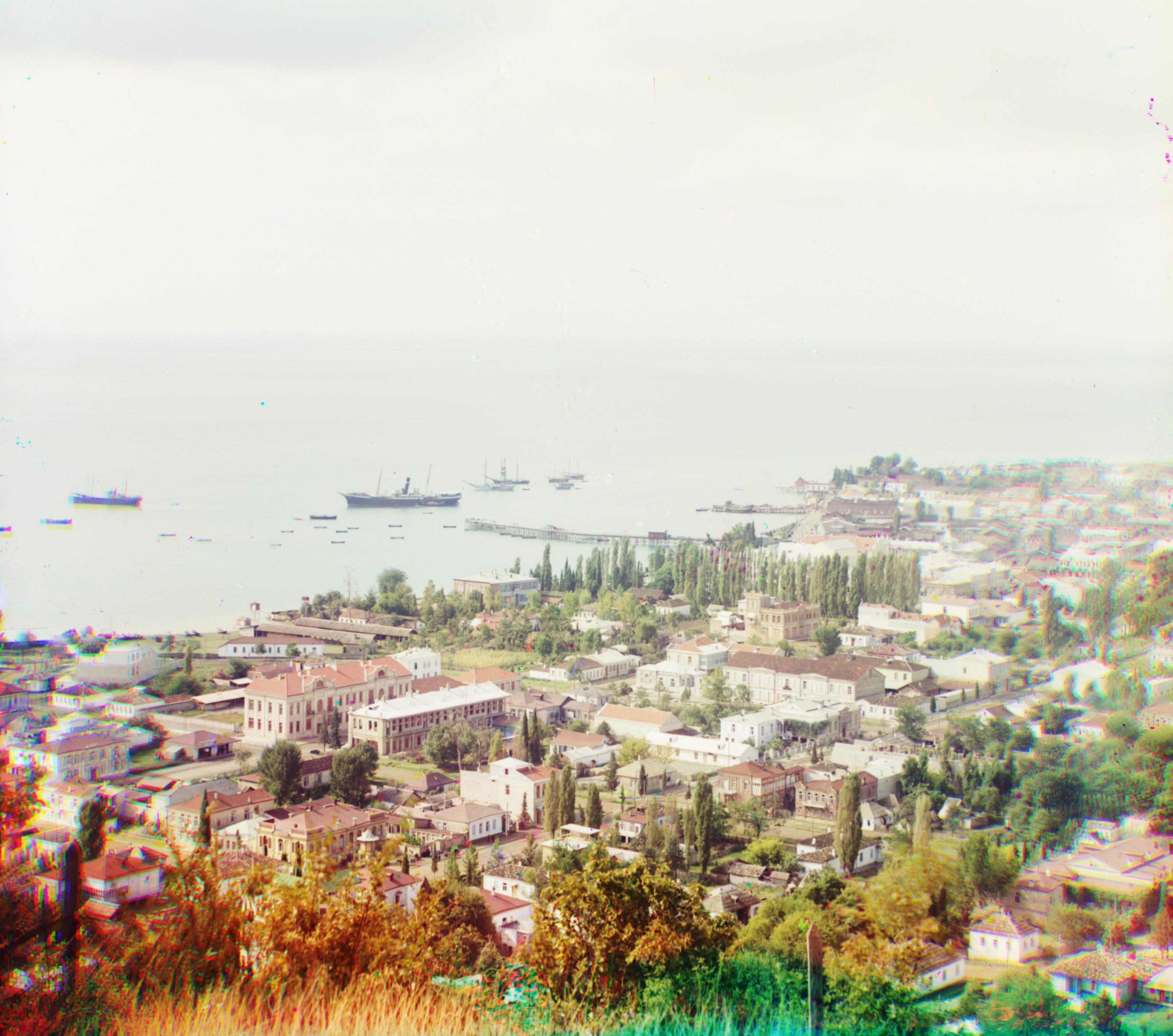
Soukhoumi en 1912 (photographie couleur de Sergueï Prokoudine-Gorski).

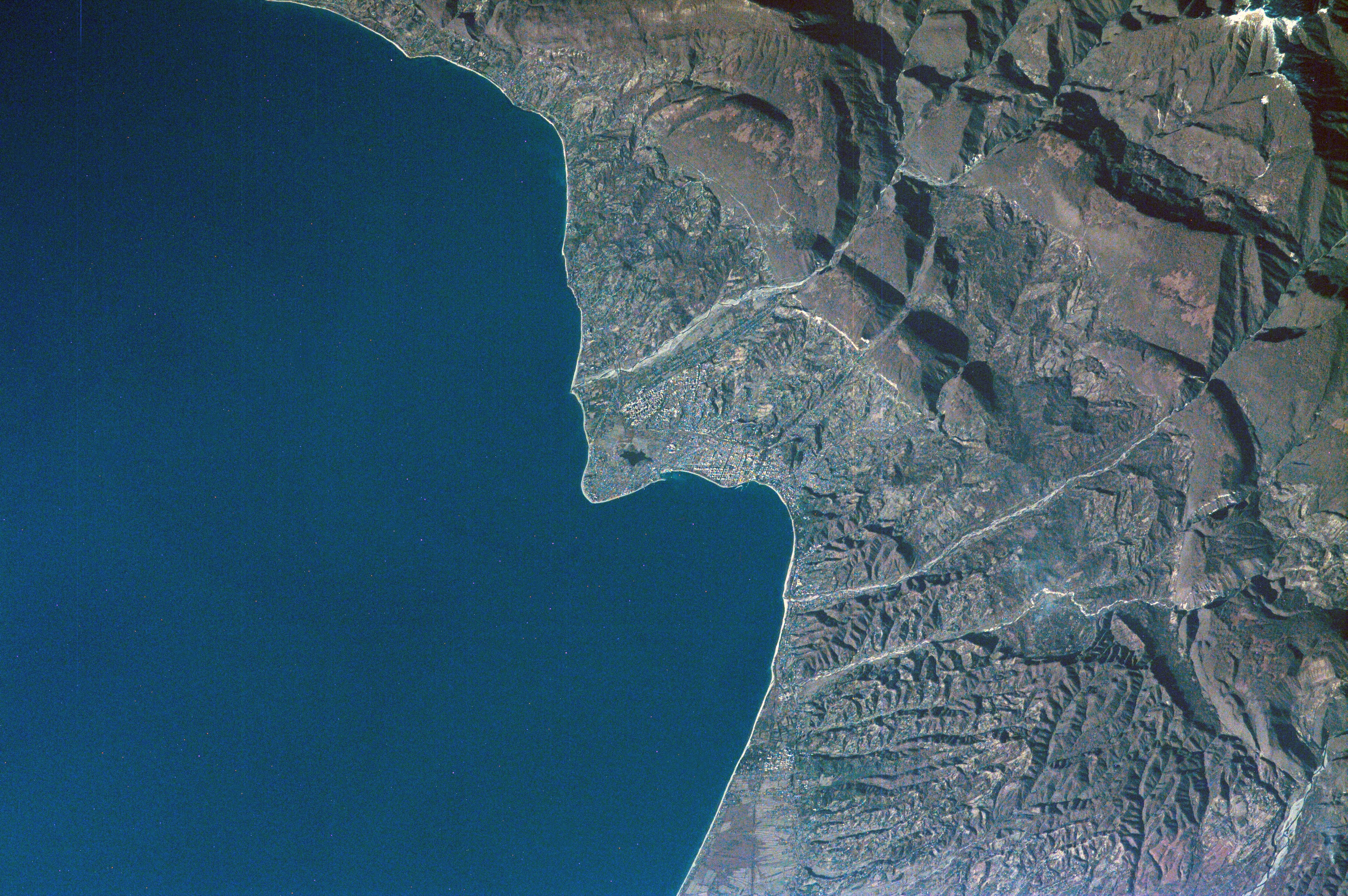
La baie de Soukhoumi vue du ciel.

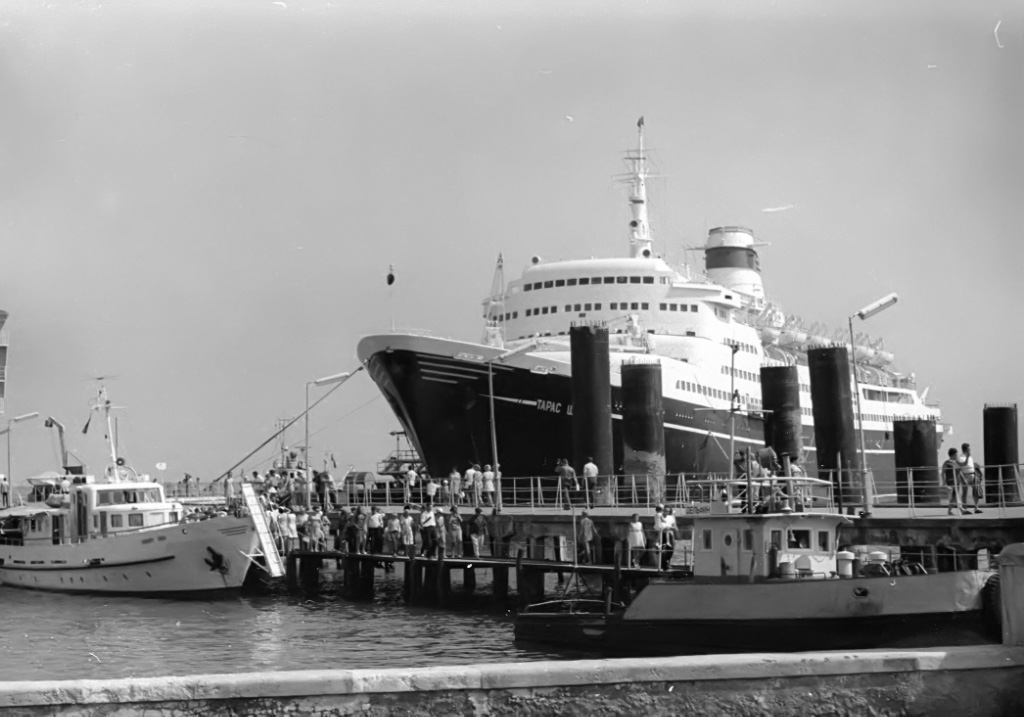
Le port de Soukhoumi en 1970.

Le prince d'Abkhazie, allié de la Russie contre l'Empire ottoman, demanda en 1810 une attaque de la ville par la marine russe, qui prit la ville. Le port fut dès lors utilisé comme une base importante de l'Empire russe. Durant la guerre russo-turque, entre 1877 et 1878, Suhumkale fut brièvement occupée à nouveau par les Ottomans. Elle redevient par la suite le chef-lieu de l'okroug de Soukhoum.
Après la révolution russe de 1917, un soviet bolchevik s'installa à Soukhoumi pour être ensuite chassé de la ville en 1918 lorsque la région fut incorporée à la république démocratique de Géorgie, qui en fit le chef-lieu du Conseil Autonome Populaire d'Abkhazie et le quartier général du gouverneur général de l'Abkhazie. L'Armée rouge s'empara de la ville en 1921 et anéantit le gouvernement géorgien, incorporant l'Abkhazie et la Géorgie à l'URSS. Soukhoumi fut désignée en 1931 par les autorités soviétiques comme capitale de la république socialiste soviétique autonome d'Abkhazie, elle-même partie de la république socialiste soviétique de Géorgie.
La NKVD installa le 27 juillet 1945 un Institut de physique mathématique, où furent détenus de 1945 à 1954 plusieurs ingénieurs et physiciens allemands, notamment pour le développement de la bombe atomique soviétique.
En 1989, la ville de Soukhoumi comptait 100 000 habitants et servait de station balnéaire, accueillant de nombreux touristes venus des autres régions de l'URSS.
Lors du conflit armé qui dura quatre ans de 1989 à 1993, la ville fut considérablement détériorée par les combats des indépendantistes abkhazes et les attaques aériennes de la Russie contre les autorités Géorgiennes. En 1993 la population géorgienne de la ville, communauté jusque-là la plus nombreuse, subit le « massacre de Soukhoumi », commis par des indépendantistes abkhazes et l'armée russe. Les Géorgiens survivants s'enfuirent par mer ou à pied vers les régions du pays encore sous autorité du gouvernement géorgien, et en particulier dans la région de Zougdidi. Ceux qui voulurent rester furent pour la plupart expulsés. En rétorsion, la Géorgie imposa un blocus économique rendant difficile la vie quotidienne dans la petite capitale désormais à moitié dépeuplée. Après la déclaration d'indépendance de 2008, la paix revint dans la capitale abkhaze, ville devenue bon marché car sous-peuplée et peu active : seuls deux pays commercent régulièrement avec elle, la Russie et la Turquie (voir l'article Abkhazie). Soukhoumi a été partiellement reconstruite, mais les conséquences de la guerre sont encore visibles. Depuis la proclamation de l'indépendance de l'Abkhazie, reconnue par la Russie en 2008, Soukhoumi est la capitale de cette république.

## Démographie

### Ethnies
| Année | Abkhazes        | Arméniens       | Estoniens   | Géorgiens       | Grecs          | Russes          | Turcs       | Ukrainiens     | Total             |
| ----- | --------------- | --------------- | ----------- | --------------- | -------------- | --------------- | ----------- | -------------- | ----------------- |
| 1897  | 1,8 % (144)     | 13,5 % (1 083)  | 0,4 % (32)  | 11,9 % (951)    | 14,3 % (1 143) | 0,00 % (1)      | 2,7 % (216) |                | 7 998 habitants   |
| 1926  | 3,1 % (658)     | 9,4 % (2 023)   | 0,3 % (63)  | 11,2 % (2 425)  | 10,7 % (2 298) | 23,7 % (5 104)  |             | 10,4 % (2 234) | 21 568 habitants  |
| 1939  | 5,5 % (2 415)   | 9,8 % (4 322)   | 0,5 % (206) | 19,9 % (8 813)  | 11,3 % (4 990) | 41,9 % (18 580) |             | 4,6 % (2 033)  | 44 299 habitants  |
| 1959  | 5,6 % (3 647)   | 10,5 % (6 783)  |             | 31,1 % (20 110) | 4,9 % (3 141)  | 36,8 % (23 819) |             | 4,3 % (2 756)  | 64 730 habitants  |
| 1979  | 9,9 % (10 766)  | 10,9 % (11 823) |             | 38,3 % (41 507) | 6,5 % (7 069)  | 26,4 % (28 556) |             | 3,4 % (3 733)  | 108 337 habitants |
| 1989  | 12,5 % (14 992) | 10,3 % (12 242) |             | 41,5 % (49 460) |                | 21,6 % (25 739) |             |                | 119 150 habitants |
| 2003  | 65,3 % (24 603) | 12,7 % (5 565)  | 0,1 % (65)  | 4,0 % (1 761)   | 1,5 % (677)    | 16,9 % (8 902)  |             | 1,6 % (712)    | 43 716 habitants  |
| 2011  | 67,3 % (42 603) | 9,8 % (6 192)   |             | 2,8 % (1 755)   | 1,0 % (645)    | 14,8 % (9 288)  |             |                |                   |

## Monuments et sites naturels
Soukhoumi compte de nombreux monuments, dont le pont de Beslet, bâti lors du règne de la reine Tamar de Géorgie, au XIIe siècle. Il existe également des ruines provenant du fort génois construit au XIVe siècle, des fortifications construites par les princes abkhazes et de la forteresse ottomane du XVIIIe siècle.
À 22 kilomètres de Soukhoumi se trouve le site de l'ancienne cité médiévale d'Anacopia, aujourd'hui Nouvel Athos, avec son célèbre monastère.
Au nord se trouve le gouffre Krubera-Voronja, la plus profonde cavité naturelle, suivie par le gouffre Veryovkina (mesurée à 2 224 m depuis août 2024).

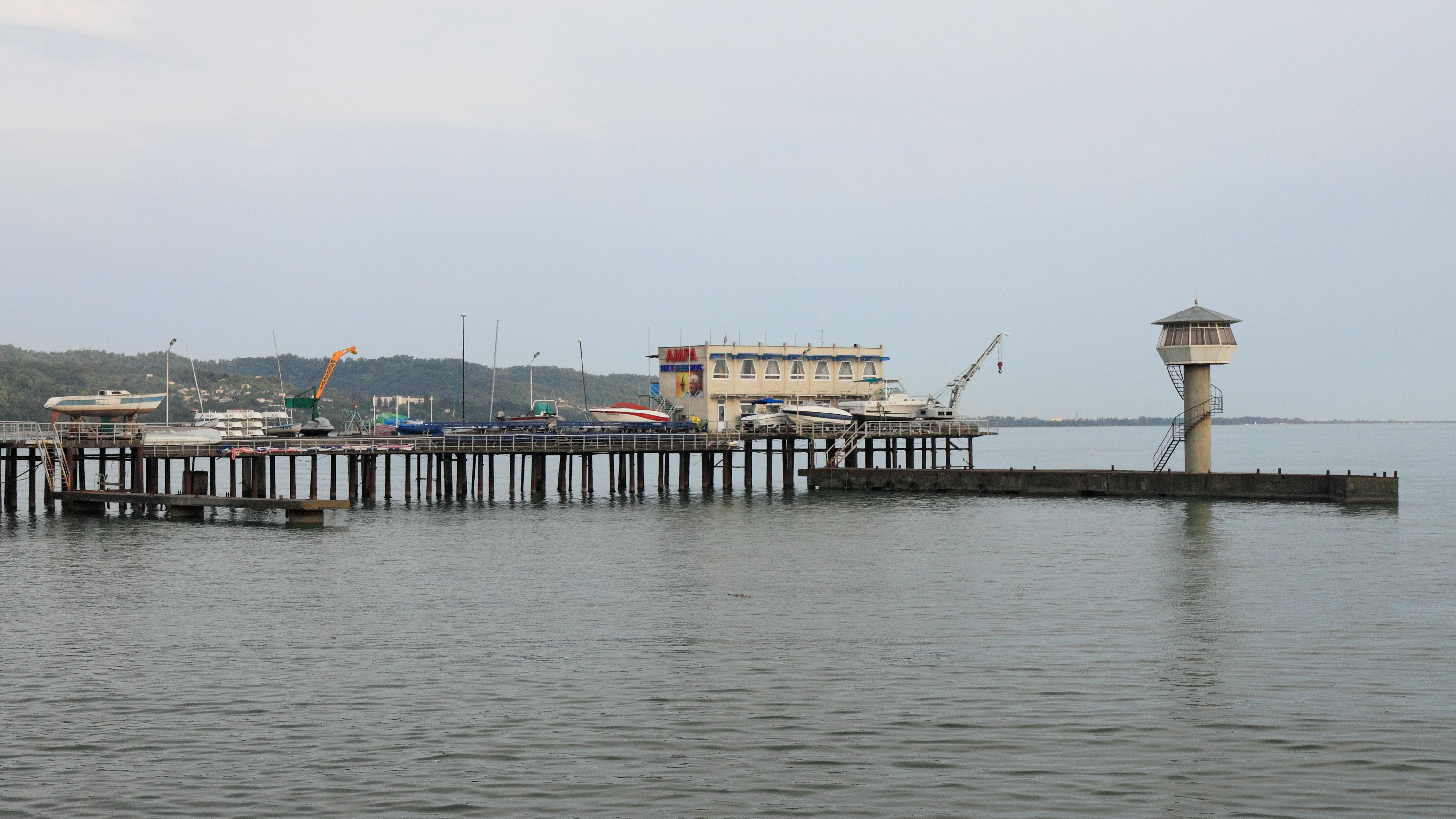
Port de plaisance sur la mer Noire à Soukhoumi.
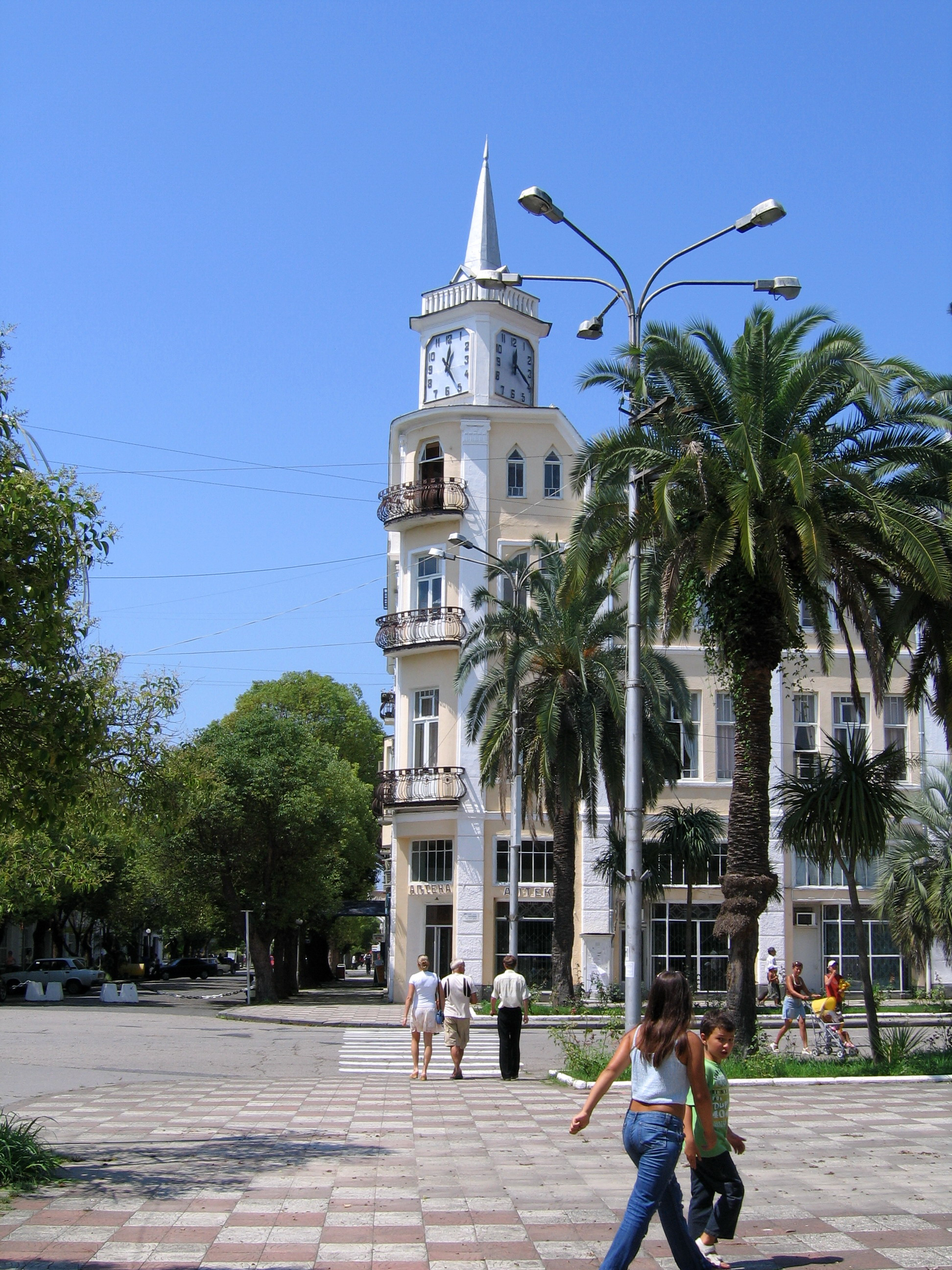
Hôtel de ville de Soukhoumi.
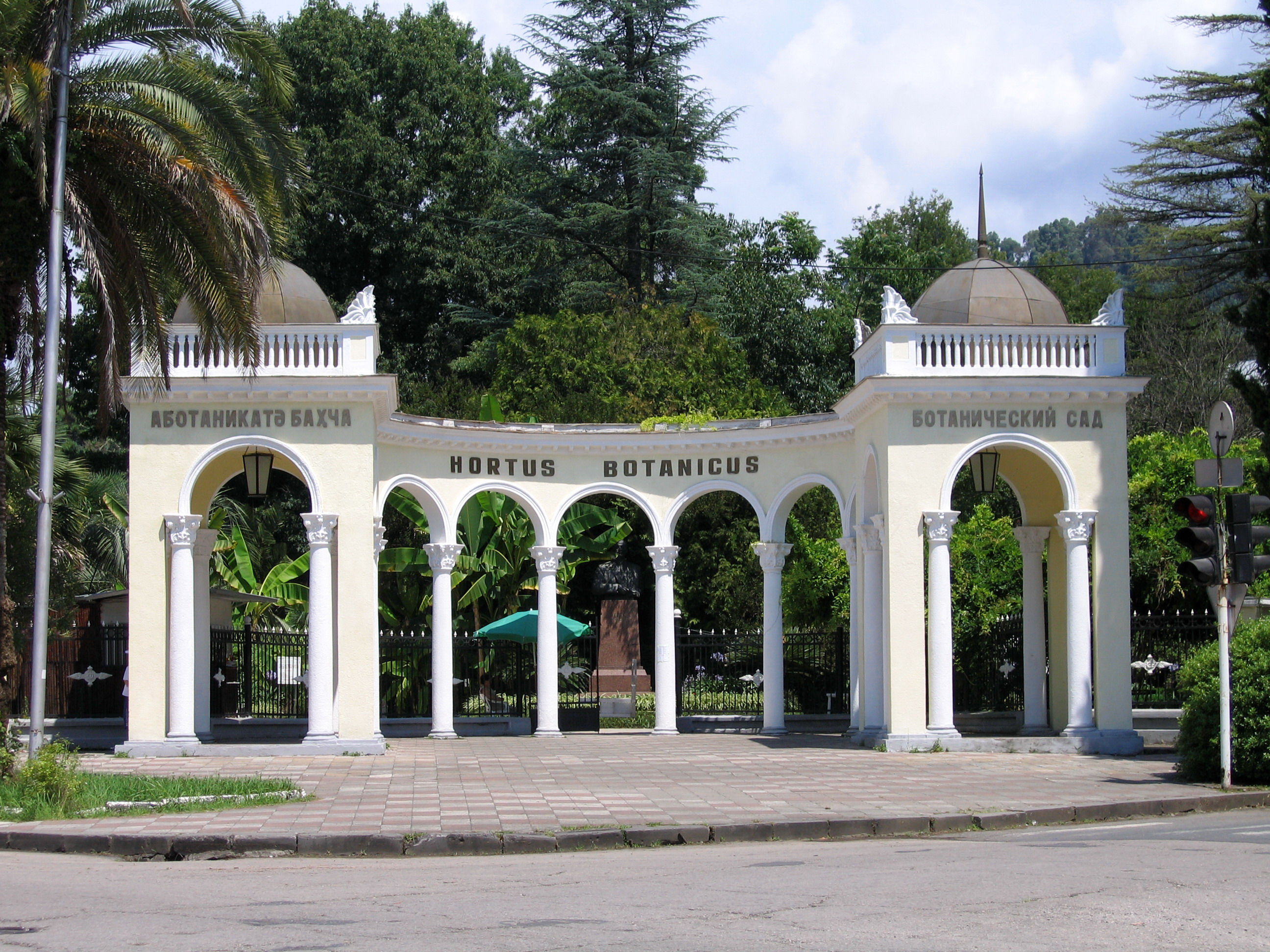
L'entrée du jardin botanique de Soukhoumi.
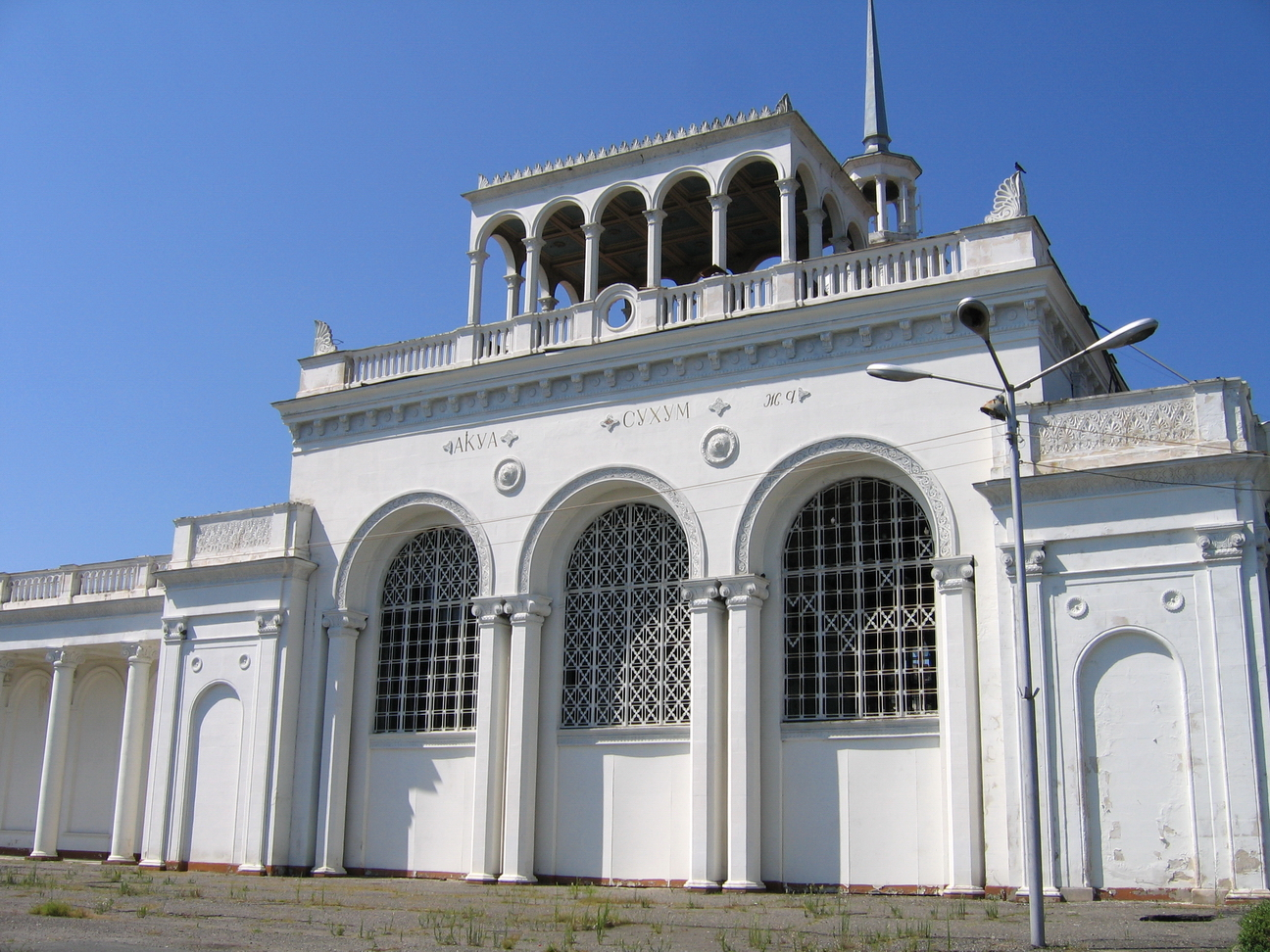
La gare de Soukhoumi.
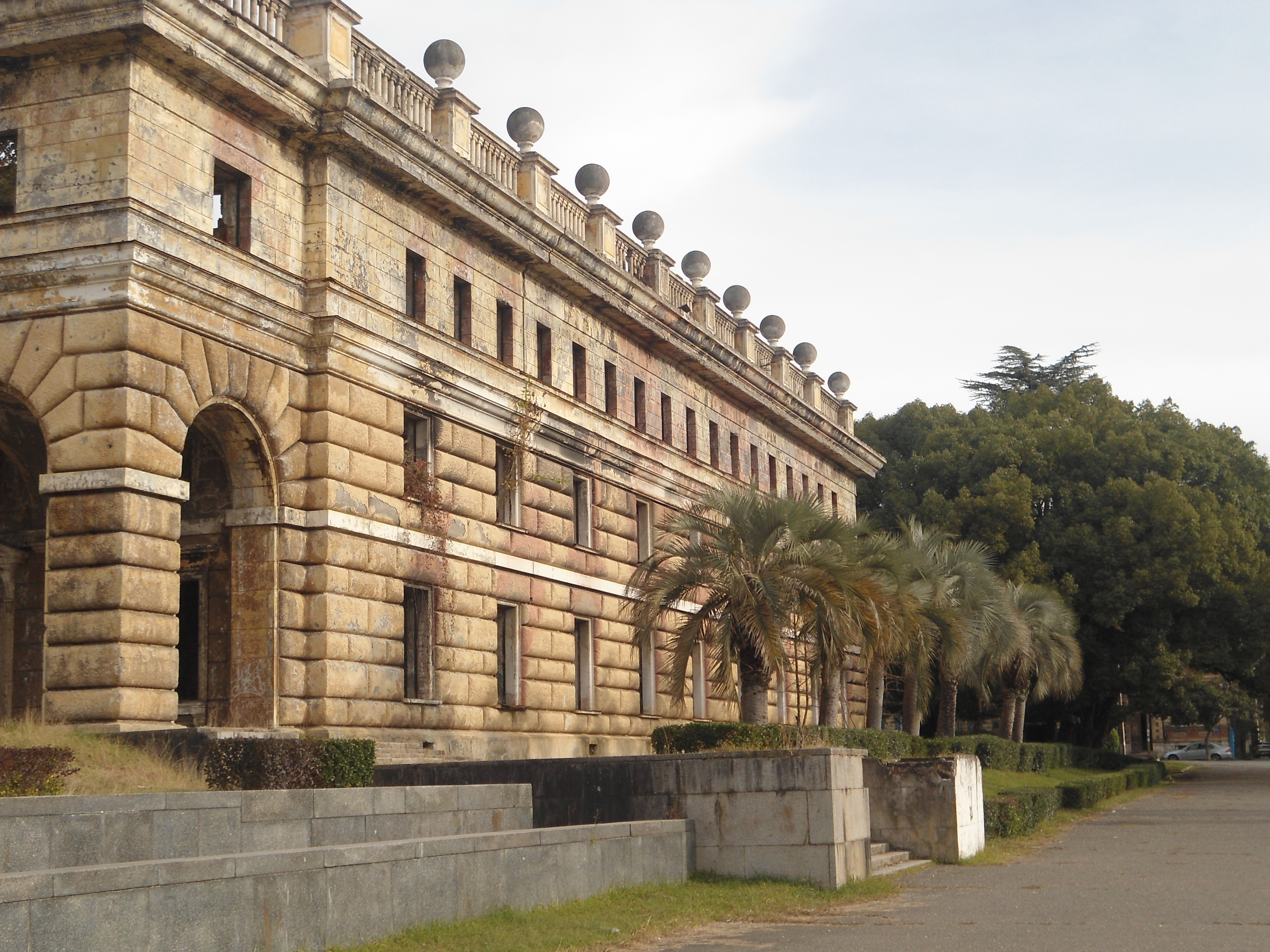
Ancien bâtiment administratif abandonné à Soukhoumi.

## Jumelages
- Arkhangelsk (Russie)
- Grozny (Russie)
- Krasnodar (Russie)
- Nijni Novgorod (Russie)
- Oufa (Russie)
- Podolsk (Russie)
- Sant'Antioco (Italie)
- Side (Turquie)
- Stepanakert (République du Haut-Karabagh)
- Tcherkessk (Russie)
- Tiraspol (Transnistrie)
- Volgograd (Russie)
- Pointe-à-Pitre (France) depuis 1975

## Personnalités
- Meri Avidzba, femme pilote pendant la Grande Guerre patriotique de 1941-1945
- Vera Kobalia, femme politique, née à Soukhoumi
- Viktor Saneïev, champion olympique de triple saut
- Sergueï Kirienko, Premier ministre russe
- Kokkai Futoshi, lutteur sumo, y est né le 10 mars 1981